# Orăștie
Orăștie (Hongaars: Szászváros, Duits: Broos) is een stad (oraș) in het Roemeense district Hunedoara. Orăștie telt 21.254 inwoners (2002).
De stad ligt aan de linkeroever van de Mureș, in de vallei van de rivier Grădiștea, het vermoedelijk antieke Sargetia.

## Geschiedenis

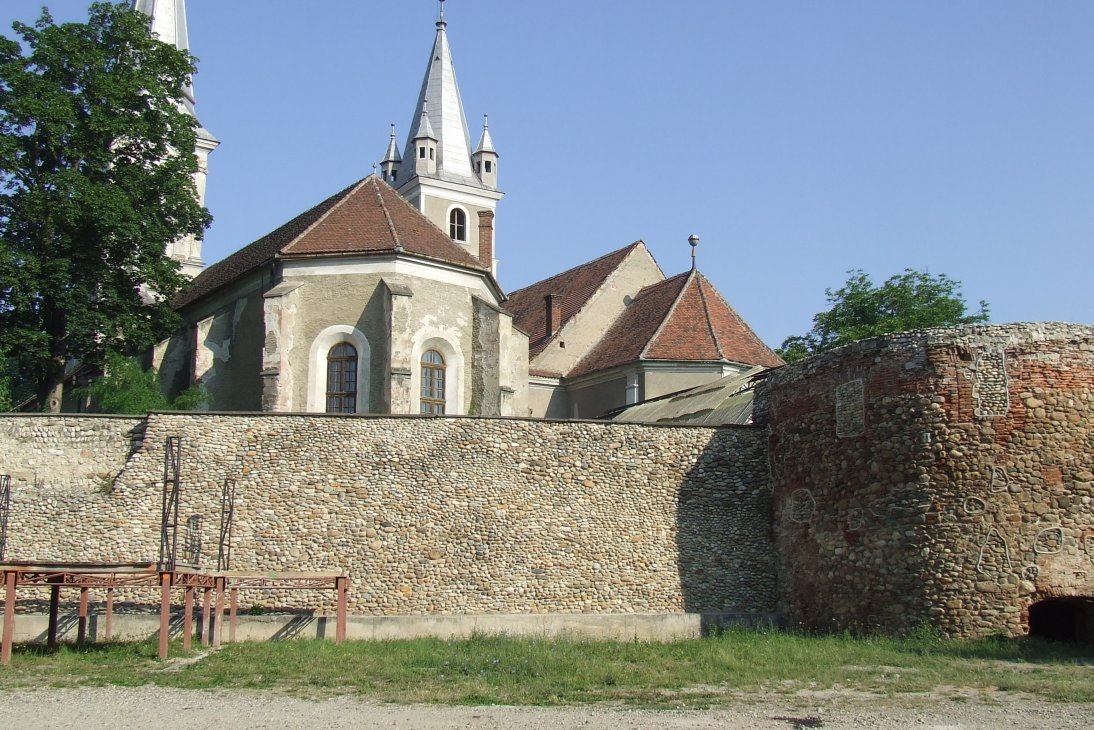
De burcht met de Saksische en de Hongaarse kerk

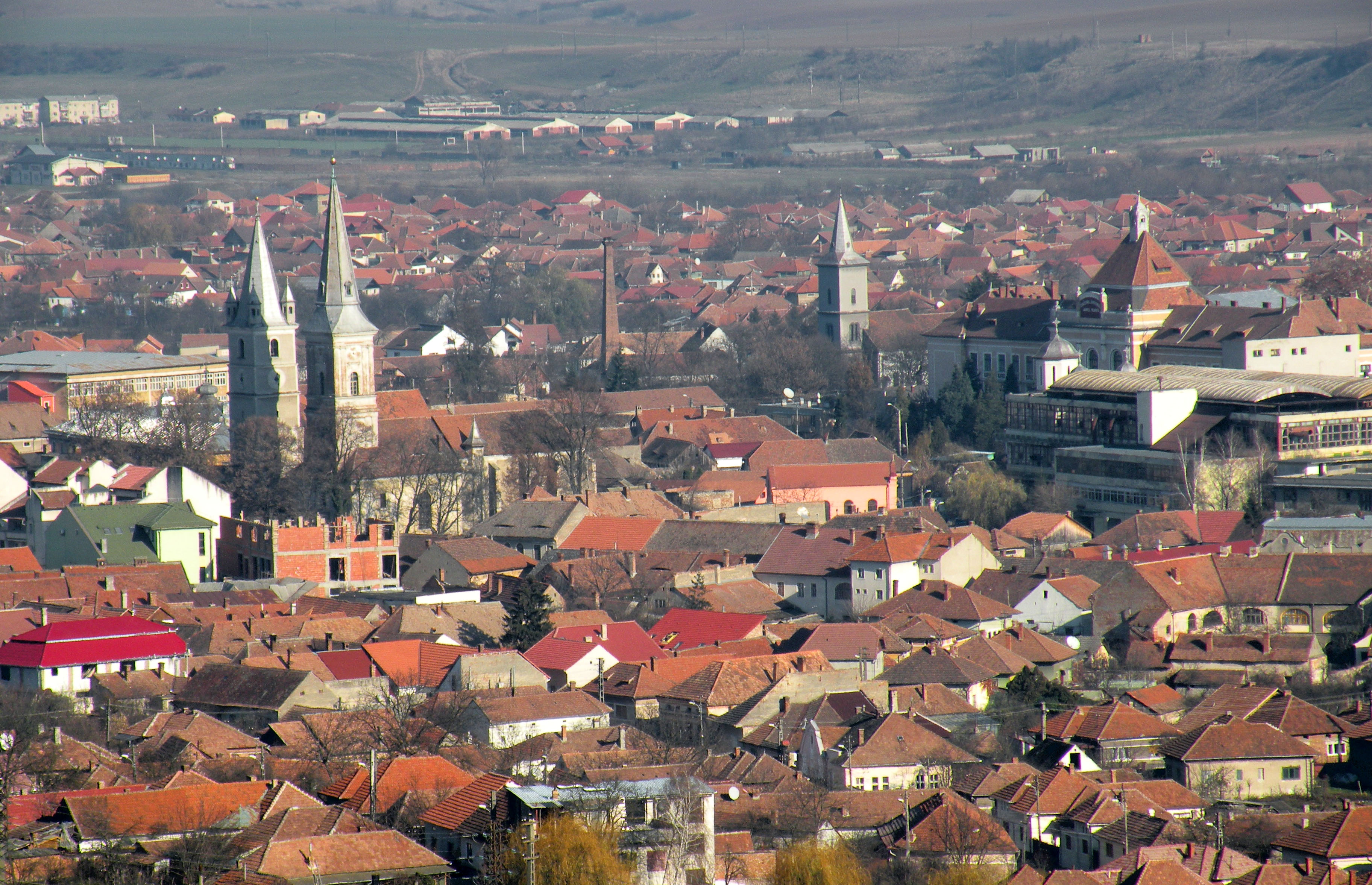
Panorama van de stad Orăștie

Orăștie is een oude nederzetting met een rijke culturele traditie. De stad werd als eerst vermeld onder de naam Waras of Váras. In de tweede helft van de 12e eeuw arriveerden Duitse immigranten in de stad die zich vestigden op uitnodiging van de Hongaarse koning. De stad gold vanaf dan als de meest westelijke nederzetting van het door Saksen bewoonde gebied in Transsylvanië. Vanaf die tijd staat de stad bekend als Szászváros (Hongaars voor Saksische stad).
In 1582 werd de "Bijbel van Orăștie" gedrukt, een van de eerste drukken in de Roemeense taal.
In Orăștie woonde de bekende humanist Nicolae Olahus (1493-1568) die onder andere bisschop van Esztergom is geweest.
In de stad staat een middeleeuws fort uit de 15e eeuw waarbinnen de Saksisch Evangelische kerk en de Hongaars Gereformeerde kerk zijn gelegen.
De stad is de meest westelijk gelegen nederzetting van de Transsylvaanse Saksen en daarmee het gebied Königsboden.

## Bevolking
| 1309      | 1733  | 1786  | 1854  | 1857  | 1877  | 1880  | 1900  | 1910  | 1930  | 1941  | 1948   | 1956   | 1960   | 1966   | 1973       | 2002 |
| --------- | ----- | ----- | ----- | ----- | ----- | ----- | ----- | ----- | ----- | ----- | ------ | ------ | ------ | ------ | ---------- | ---- |
| ca. 2.600 | 3.190 | 4.207 | 5.029 | 5.661 | 5.451 | 6.238 | 6.937 | 7.377 | 9.751 | 8.819 | 10.488 | 11.726 | 12.822 | 14.994 | ca. 20.000 |      |

De Stad heeft lang een traditie gehad waarin de verschillende bevolkingsgroepen samenleefden. De Roemenen, Saksen en Hongaren vormden tot het midden van de vorige eeuw belangrijke groepen in de stad. Sinds de jaren ´70 zijn de Saksen echter weggetrokken en is ook het aandeel van de Hongaren in de bevolking teruggelopen. Tegenwoordig is het vooral een stad met een Roemeense bevolking.
In 1900 waren van de 6934 inwoners er 3619 Roemeenstalig, 1884 Hongaarstalig en 1321 Duitstalig. In 2002 was de bevolking gegroeid naar 21.213 en hiervan waren er 19.697 Roemeen, 865 Roma, 523 Hongaar en 104 Duitser.

## Stedenband
- Sliedrecht ( Nederland)